# Nông nghiệp tự nhiên

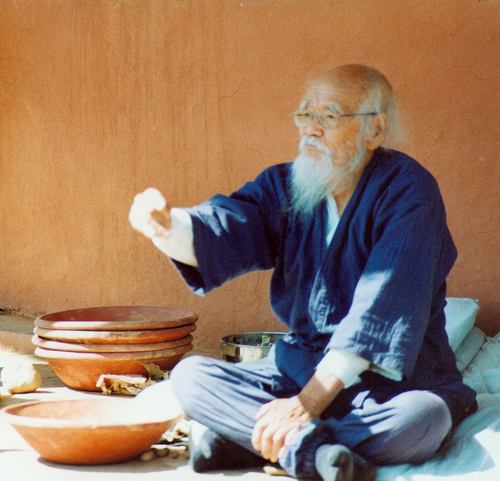
Masanobu Fukuoka, người đầu tiên đưa ra phương pháp nông nghiệp tự nhiên

Nông nghiệp tự nhiên (tiếng Anh: Natural Farming) là một thuật ngữ nói về việc tiếp cận nông nghiệp sinh thái, được đưa ra bởi Masanobu Fukuoka (1913-2008), một nông dân người Nhật và cũng là một nhà triết học đã mô tả cách canh tác của mình là "Nông hóa tự nhiên" (theo tiếng Nhật).

## Thuật ngữ
Nông nghiệp tự nhiên là một khái niệm mới ở Việt Nam, nơi hầu hết các hoạt động nông nghiệp luôn gắn liền với các hóa chất bảo vệ cây trồng khỏi dịch hại và sâu bệnh. Nó còn được biết đến như là "phương pháp Fukuoka", "Con đường nông nghiệp tự nhiên", hay "Nông nghiệp không tác động". Thuật ngữ này gợi ý về việc thiếu lao động, nhưng tránh sử dụng các thành phần đầu vào và dụng cụ lao động. Nông nghiệp tự nhiên cũng được xem như là nông nghiệp sinh thái và có liên quan đến canh tác màu mỡ, nông nghiệp hữu cơ, nông nghiệp bền vững, nông lâm nghiệp, nông nghiệp sinh thái và canh tác vĩnh cửu nhưng cần được phân biệt với Nông nghiệp năng động sinh học.
Nhiều người nhầm lẫn Nông nghiệp tự nhiên với Nông nghiệp hữu cơ, một phương pháp canh tác hạn chế sử dụng tối đa hóa chất bảo vệ. Thậm chí, Nông nghiệp tự nhiên cũng không phải là Nông nghiệp bền vững (substainable agriculture).
Ở Việt Nam, nhiều người đang chuyển dần sang canh tác theo con đường Nông nghiệp hữu cơ và coi đó là phương pháp canh tác than thiện với môi trường, bền vững nhất. Thực ra hệ thống Nông nghiệp tự nhiên khai thác sự phức tạp của các sinh vật sống tạo nên hình thái sinh thái riêng. Fukuoka nhận thấy nông nghiệp không chỉ là để sản xuất lương thực mà còn là cuộc sống về tinh thần và thẩm mĩ, mà mục tiêu cuối cùng là "canh tác và hoàn thiện con người". Ông gợi ý nông dân có thể hưởng lợi từ những quan sát chặt chẽ với điều kiện địa phương. Nông nghiệp tự nhiên là một hệ thống kín, một trong những yêu cầu là không có đầu vào và bắt chước tự nhiên.
Các ý tưởng của Fukuoka đã thách thức những giá trị cốt lõi của ngành Công nghiệp nông nghiệp hiện đại, thay vì thúc đẩy tiếp cận môi trường. Nông nghiệp tự nhiên cũng khác với nông nghiệp hữu cơ, mà Fukuoka coi là một kỹ thuật khác hủy hoại thiên nhiên. Fukuoka cho rằng phương pháp tiếp cận của ông ngăn ngừa ô nhiễm nguồn nước, biến dạng đa dạng sinh học và xói mòn trong khi vẫn cung cấp lương thực phong phú cho con người.

## Bốn nguyên tắc
Fukuoka  đưa ra bốn nguyên tắc:
- Không cày xới đất canh tác hoặc lật ngược đất
- Không sử dụng phân bón (hóa học hoặc phân ủ)
- Không làm cỏ bằng việc cày xới hoặc thuốc diệt cỏ
- Không phụ thuộc vào hóa chất

Rõ ràng đây là những nguyên tắc nhằm hạn chế tối đa tác động của con người, nói cách khác là ông muốn tạo cho cây trồng phát triển một cách tự nhiên nhất có thể.
Mặc dù các giống cây trồng và cách thực hành của ông liên quan chủ yếu đến điều kiện đặc thù của Nhật Bản, thậm chí là các địa phương trong khi vực Tây Shikoko, thế nhưng những triết lý của ông và nguyên tắc canh tác của mình đã được áp dụng từ châu Phi đến Bắc bán cầu ôn đới.
Tại Ấn Độ, nông nghiệp tự nhiên thường được gọi là "Kheti Rishi". Về nguyên tắc, nông nghiệp tự nhiên sẽ giảm sức lao động con người, và như thực tế, các sản phẩm như gạo, lúa mạch, củ cải trắng, cam, quýt trong hệ thống đa dạng sinh thái nông nghiệp. Không cày xới, các hạt giống vẫn nảy mầm tốt trên bề mặt nếu gặp điều kiện thuận lợi. Fukouka sử dụng sự hiện diện của nhện như một chỉ số cho sự bền vững.
Với lúa hè và các loại cây trồng lúa mạch đông, mặt đất bao phủ bởi tăng cường cố định đạm. Rơm rạ từ vụ trước được lưu giữ vào đất. Mỗi mùa vụ được gieo trồng trước khi một vụ khác được thu hoạch bằng cách phát tán các hạt giống giữa các cây trồng. Sau này, phương pháp này được thay đổi bằng trồng một mùa trực tiếp lúa mạch, cỏ ba lá và lúa khi lúa đang đứng. Kết quả là mật độ cây trồng dày hơn, nhỏ hơn nhưng có năng suất cao hơn và cây khỏe mạnh hơn.
Mặt đất thì luôn bao phủ bởi cỏ dại, cỏ trắng ba lá, cỏ linh lăng, thân thảo họ đậu, và đôi khi cây thân cỏ còn được gieo trồng. Việc che phủ mặt đất hiện tại cùng ngũ cốc, hay các loại rau và vườn cây ăn trái. Gà chạy tự do trong vườn, vịt và cá chép bơi lội trong ruộng lúa.
Định kỳ lớp đất thực vật kể cả cỏ dại có thể được bắt và bỏ lại trên bề mặt, tạo chất dinh dưỡng cho đất, khi loại bỏ cỏ dại phát triển. Điều này cũng tạo điều kiện gieo hạt tốt hơn cho cùng một khu vực.
Những thực hành và lý thuyết của Fukuoka nhấn mạnh đến hoạt động quy mô nhỏ và thách thức nhu cầu công nghệ kỹ thuật trong nông nghiệp để có năng suất và hiệu quả cao. Trong khi nông trại gia đình ông lớn hơn phần lớn gia đình khác, ông sử dụng một cánh đồng để canh tác ngũ cốc theo cách của mình.
Nông nghiệp tự nhiên là ít được áp dụng trên thế giới do nhưng nguyên tắc ngặt nghèo của nó. Rõ ràng nó yêu cầu con người phải nắm rõ những quy luật và mối quan hệ của cây trồng với cỏ dại, với môi trường và con người. Con người ngoài việc mong chờ năng suất cây trồng cao còn cần phải lưu ý đến việc bảo tồn giá trị thiên nhiên vốn có.